# (37847) 1998 DH9
1998 DH9 (asteroide 37847) é um asteroide da cintura principal. Possui uma excentricidade de 0.08747730 e uma inclinação de 15.09612º.
Este asteroide foi descoberto no dia 22 de fevereiro de 1998 por NEAT em Haleakala.